# Bhutan Airlines
Bhutan Airlines (рус. «Бутанские авиалинии», также Tashi Air) — первая частная авиакомпания Бутана, обслуживающая местные авиалинии от аэропорта города Паро. После нескольких месяцев полётов рейсы авиакомпании прекратились в апреле 2012 года по причине необходимости ремонта взлётной полосы местных аэропортов.

## История
Авиакомпания была основана в 2011 году, и открытие состоялось 4 декабря. Tashi Air принадлежит компании Tashi Group. Авиакомпания стала обслуживать регулярные рейсы от между Паро и аэропортами Бартхпалатханг и Йонпхулла, первый рейс состоялся 18 декабря 2011 года.
После примерно полугода работы авиакомпания приостановила все полёты по причине финансовых затруднний связанных также с курсом индийской рупии.
Авиакомпания снова включилась в полёты 10 октября 2013 года, стартовав на рынке международных перевозок, при этом не возобновляя внутренних перевозок. Первым маршрутом из Паро стал рейс в Калькутту и далее в Бангкок. Для поддержания этого рейса был приобретён Аэробус A320 . По договорённости с правительством Бутана авиакомпания должна была восстановить внутренние рейсы после октября 2013 года.

## Маршруты
Tashi Air по состоянию на март 2012 года обслуживает следующие аэропорты:
- Бутан
  - Паро — аэропорт Паро (базовый аэропорт)
  - Джакар — Бартхпалатханг (приостановлен)
  - Трашиганг — Йонпхулла (приостановлен)

- Индия
  - Калькутта — Международный аэропорт имени Нетаджи Субхас Чандра Боса[5]

- Таиланд
  - Бангкок — Суварнабхуми[5]

Авиалиния готовится к открытию рейса до индийского аэропорта Багдогра (Силигури / Дарджилинг , Западная Бенгалия), подготовка может занять несколько месяцев. В долгосрочной перспективе рассматриваются маршруты в города Дакка, Сингапур, Гонконг, Катманду, Дубай.

## Авиапарк
В распоряжении авиакомпании имеется только один самолёт (на март 2012):.
| Самолёт       | Флот | Пассажиров | Примечания                                  |
| ------------- | ---- | ---------- | ------------------------------------------- |
| Pilatus PC-12 | 1    | 8          |                                             |
| Airbus A320   | 1    | 150        | лизинг у авиакомпании Small Planet Airlines |